# Les Ateliers de Rennes
Les Ateliers de Rennes est le nom d'une biennale d'art contemporain qui a lieu à Rennes. La première édition a eu lieu en 2008.

## Présentation
En 2005, Bruno Caron PDG du groupe Norac fonde l'association Art Norac, pour promouvoir la création contemporaines, via l'organisation d'une biennale d’art contemporain : Les Ateliers de Rennes. Pour cela, l'association développe une politique de mécénat auprès des entreprises. Elle fait le lien entre art, économie et entreprise. Chaque édition donne lieu à un projet artistique différent y compris la charte graphique auquel participe une soixantaine d’artistes.
En 2010 et 2012, la biennale d'art contemporain accueille 55 000 personnes.
Après six éditions, Art Norac décide de ne pas programmer de biennale en 2020.

## Éditions

### 2008: Valeurs croisées
En 2008, Raphaëlle Jeune  présente une soixantaine d’artistes de différents pays autour de la problématique de l’art comme acte de production. Pour cela, elle a proposé aux artistes de se confronter au monde de l'entreprise et du travail. Treize équipes d'artistes ont effectué une résidence de six semaines en entreprise. Ces résidences ont donné lieu à une réflexion sur l’art et le monde du travail réunissant artistes, philosophes, sociologues, critiques d’art et responsables syndicaux.

### 2010:  Ce qui vient, pensée sur l’avenir
Raphaëlle Jeune propose pour cette deuxième biennale une réflexion sur  notre relation à l’avenir : « Ce qui vient interroge demain dans cette oscillation entre l’angoisse de l’incertitude et les promesses de la liberté. Elle sonde nos espoirs, nos désirs et nos peurs ». Cette réflexion s'articule autour de quatre lieux. Le Couvent des Jacobins, lieu historique en cours de rénovation situé en entre-ville accueille  ce qui vient à nous.  La Criée, anciennes halles de Rennes où se tient le marché aux poissons accueille ce qui devient, ce qui revient. Le musée des Beaux-Arts a pour thème ce qui survient. Le quatrième lieu, 40mcube expose ce qui vient de nous, avec le travail d'Emmanuelle Lainé.

### 2012: Les prairies
En 2012, Anne Bonnin commissaire de cette édition met à l’honneur la thématique des pionniers et de la conquête avec « Les prairies ». Les expositions collectives se déroulent au Frac et auNewway Mabilais, ancien Centre des télécommunications.Des expositions personnelles ont lieu dans d'autres lieux, comme les centres d'art 40mcube, qui présente les œuvres de Marion Verboom, ou La Criée, le pHakt - Centre culturel Colombiers ou la galerie Art & Essai.

### 2014: Playtime
Zoë Gray explore le temps de la récréation (Play Time, titre emprunté à Jacques Tati). Le thème de cette édition est la paresse et le jeu. Cette édition investit plusieurs lieux d'exposition dont le Frac de Bretagne, le musée des Beaux-Arts, et la halle de la Courrouze. Cette halle est un ancien arsenal militaire en cours de rénovation avec une charpente métallique. L'artiste François Curlet y invite plusieurs artistes pour constituer un parcours interactif : GOGOLf, un minigolf à l'échelle 1. Le spectateur est invité  à réaliser un parcours de golf. Des expositions personnelles se déroulent dans plusieurs lieux à Rennes. 40mcube présente ainsi une installation de l'artiste Oscar Murillo.

### 2016: Incorporated!
Sur une proposition de François Piron, Incorparared ! propose d'explorer l'actualité. Pour cette édition, 40mcube propose Invincible, une œuvre nomade réalisée par Camille Blatrix, qui se déplace dans Rennes sur le temps de la biennale.

### 2018: À cris ouvert
« À cris ouverts » fait référence au texte la Cohée du Lamentin d’Edouard Glissant. Céline Kopp, directrice de Triangle France à Marseille, et Étienne Bernard, directeur de la Passerelle Centre d’art contemporain, à Brest sont les commissaires d'exposition. Trente-trois artistes dont plus de la moitié sont des femmes, comme Oreet Ashery, Julie Béna, Madison Bycroft, Sonia Boyce, Kudzanai-Violet Hwami, Sondra Perry, Anne Le Troter, Erika Vogt sont présentées dans huit lieux de la ville de Rennes. Féminisme et genre, écologie, identités et croisements culturels sont les thèmes abordés.